# 3695 Fiala
3695 Fiala eller 1973 UU4 är en asteroid i huvudbältet som upptäcktes den 21 oktober 1973 av den amerikanske astronomen Henry L. Giclas vid Lowell-observatoriet. Den är uppkallad efter astronomen Alan Fiala.
Asteroiden har en diameter på ungefär 7 kilometer.